# Suzanne (Rob Chrispijn)
Suzanne is een nummer van Herman van Veen, dat in 1969 op single werd uitgebracht.
Suzanne is een cover van het lied Suzanne van Leonard Cohen. Rob Chrispijn schreef de Nederlandse tekst. Chrispijn en Van Veen vonden destijds allebei onderdak bij Polydor en zouden na dit lied nog veelvuldig samenwerken. Cohen zou tegen Van Veen hebben gezegd, dat "hij wel kon leven" met diens versie, aldus Van Veen in De Wereld Draait Door. Het lied werd de muzikale handtekening van de Utrechtenaar. In 1991 heeft Van Veen overigens ook de Engelse versie gezongen. De versie van Chrispijn zong Van Veen tevens in duetvorm met Claudia de Breij en in kwartetvorm met de 3JS.
De B-kant Adieu Café is geschreven door Willem Wilmink en Herman van Veen.

## Hitnotering

### Nederlandse Top 40
| Positie: | 39 | 29 | 23 | 15 | 5 | 4 | 6 | 7 | 7 | 9 | 14 | 24 | 31 | 38 | 31 | uit |

### NederlandseHilversum 3 top 30
| Positie: | 11 | 4 | 4 | 3 | 7 | 5 | 11 | 13 | 22 | uit |

Het plaatje kwam in 1989 drie weken terug in de Single Top 100 (plaatsen 94, 89 en 87)

### NPO Radio 2 Top 2000
| Nummer met noteringen in de NPO Radio 2 Top 2000 | '99 | '00 | '01 | '02 | '03 | '04 | '05 | '06 | '07 | '08 | '09 | '10 | '11 | '12 | '13 | '14 | '15 | '16 | '17 | '18 | '19  | '20  | '21  | '22  | '23  | '24  |
| ------------------------------------------------ | --- | --- | --- | --- | --- | --- | --- | --- | --- | --- | --- | --- | --- | --- | --- | --- | --- | --- | --- | --- | ---- | ---- | ---- | ---- | ---- | ---- |
| Suzanne                                          | 346 | -   | 635 | 356 | 436 | 339 | 292 | 269 | 289 | 306 | 374 | 438 | 507 | 657 | 640 | 618 | 628 | 574 | 785 | 928 | 1042 | 1015 | 1114 | 1189 | 1155 | 1483 |

1. ↑  Een '-' betekent dat het nummer niet was genoteerd en een vetgedrukt getal geeft de hoogste notering aan.

### Evergreen Top 1000
| Evergreen Top 1000 | Evergreen Top 1000 | Evergreen Top 1000 | Evergreen Top 1000 | Evergreen Top 1000 | Evergreen Top 1000 | Evergreen Top 1000 | Evergreen Top 1000 | Evergreen Top 1000 | Evergreen Top 1000 | Evergreen Top 1000 | Evergreen Top 1000 | Evergreen Top 1000 | Evergreen Top 1000 | Evergreen Top 1000 | Evergreen Top 1000 |
| Jaar               | 2008               | 2009               | 2010               | 2011               | 2012               | 2013               | 2014               | 2015               | 2016               | 2017               | 2018               | 2019               | 2020               | 2021               | 2022               |
| ------------------ | ------------------ | ------------------ | ------------------ | ------------------ | ------------------ | ------------------ | ------------------ | ------------------ | ------------------ | ------------------ | ------------------ | ------------------ | ------------------ | ------------------ | ------------------ |
| Positie            | 186                | 271                | 338                | 331                | 368                | 194                | 333                | 344                | 280                | 234                | 213                | 253                | 287                | 361                | 356                |

## Overig
Marco Bakker nam in 1981 een nieuwe versie van het nummer op. Hij werd weer gevolgd door Rob de Nijs, Frank Boeijen en Mama's Jasje. Frank Boeijen nam het ook nog een keer in duetvorm op met Vlaamse Yasmine.
In het KRO-radioprogramma Cursief zong Frans Halsema een parodie op Suzanne, waarvan de tekst werd geschreven door Michel van der Plas.
Voor een instrumentale versie van Suzanne kan men terecht bij Louis van Dijk, album Mariposa.
Suzanne van VOF de Kunst is een geheel ander lied.